# Локомотив (футбольный клуб, Лейпциг)
ФК «Локомотив» Лейпциг (нем. 1. FC Lokomotive Leipzig) — немецкий футбольный клуб из города Лейпциг земли Саксония.
Мужская команда играет в четвёртой лиге, женская — во второй лиге (с 2013 года — как ЖФК «Лейпциг»).

## История клуба

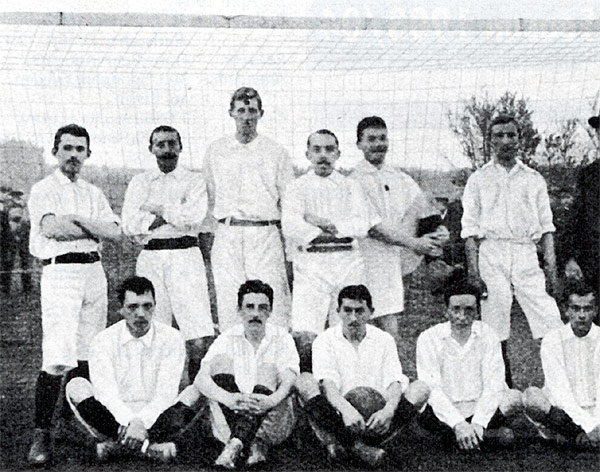
Чемпионы 1903 года

Команда была образована в 1893 году на базе спортивного общества Allgemeine Turnverein 1845 Leipzig. С 1898 года носила название VfB Leipzig. Клуб был одним из основателей Футбольного союза Германии в 1900 году. Команда трижды становилась чемпионом страны в 1903, 1906 и 1913 годах, а в 1936 стала обладателем Кубка Германии.

## Достижения

### Национальные
- Второе место в Чемпионате ГДР: 1967, 1986, 1988
- Обладатель Кубка ОСНП: 1957, 1976, 1981, 1986, 1987

### Международные
- Финалист Кубка обладателей кубков: 1987
- Обладатель Кубка Интертото: 1965/66
- Финалист Кубка Интертото: 1964/65

## Рекорды
- 12 421 зрителей на игре 9 октября 2004 против второй команды «Айнтрахта» Гроссдойбен на Центральном стадионе в самой низкой (11-й) национальной лиге (это мировой рекорд)

## Эмблемы команды

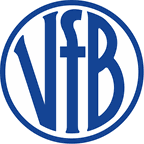
1902—1922
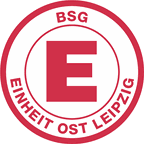
1950—1952
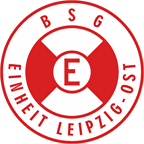
1952—1954
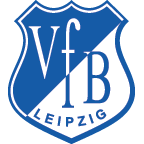
1991—2004